# Micro-région de Siklós
La micro-région de Siklós (hongrois : siklósi kistérség) est une micro-région statistique hongroise rassemblant plusieurs localités autour de Siklós.